# 刘定荣
刘定荣，清朝人，是一名清朝政治人物。
刘定荣曾于1901年接替汪懋琨署理上海县知县一职，1904年由孙传桢接任。